# Pseudophoxinus
Pseudophoxinus è un genere di pesci d'acqua dolce appartenenti alla famiglia Cyprinidae, sottofamiglia Leuciscinae.

## Specie
Il genere comprende attualmente (2014) 27 specie:
- Pseudophoxinus alii
- Pseudophoxinus anatolicus
- Pseudophoxinus antalyae
- Pseudophoxinus atropatenus
- Pseudophoxinus battalgilae
- Pseudophoxinus burduricus
- Pseudophoxinus callensis
- Pseudophoxinus crassus
- Pseudophoxinus drusensis
- Pseudophoxinus egridiri
- Pseudophoxinus elizavetae
- Pseudophoxinus evliyae
- Pseudophoxinus fahrettini
- Pseudophoxinus firati
- Pseudophoxinus handlirschi
- Pseudophoxinus hasani
- Pseudophoxinus hittitorum
- Pseudophoxinus kervillei
- Pseudophoxinus libani
- Pseudophoxinus maeandri
- Pseudophoxinus maeandricus
- Pseudophoxinus ninae
- Pseudophoxinus punicus
- Pseudophoxinus sojuchbulagi
- Pseudophoxinus syriacus
- Pseudophoxinus zekayi
- Pseudophoxinus zeregi